# Валяєв Микола Олександрович
Мико́ла Олекса́ндрович Валя́єв — сержант Збройних сил України.
Під час боїв на сході зазнав поранень.

## Нагороди
За особисту мужність, сумлінне та бездоганне служіння Українському народові, зразкове виконання військового обов'язку відзначений — нагороджений
- орденом «За мужність» III ступеня (3.11.2015).